# Shirley (2024)
Shirley ist ein Filmdrama von John Ridley. Es handelt sich dabei um eine Filmbiografie über Shirley Chisholm, die als erste schwarze Frau in den US-Kongress gewählt wurde. Gespielt wird sie von der Oscar-Preisträgerin Regina King. Der Film wurde im März 2024 in das Programm von Netflix aufgenommen.

## Biografisches
Die 1924 in Brooklyn geborene Shirley Chisholm wurde 1968 als Repräsentantin des 12th Congressional Districts von New York als erste schwarze Frau in den US-Kongress gewählt und behielt dieses Mandat bis 1983. Chisholm starb am 1. Januar 2005.

## Produktion

### Filmstab
Regie führte John Ridley, der auch das Drehbuch schrieb. Für das Drehbuch zum Film 12 Years a Slave war Ridley für einen Oscar nominiert. Es handelt sich bei Shirley nach The Hunt, Jimi: All Is by My Side, All Is by My Side und Needle in a Timestack um Ridleys fünfte Regiearbeit bei einem Spielfilm.

### Besetzung und Dreharbeiten
Oscar-Preisträgerin Regina King spielt in der Titelrolle Shirley Chisholm. W. Earl Brown spielt ihren politischen Gegner und Governor von Alabama George Wallace. Christina Jackson spielt Barbara Lee, eine Politikerin der Demokratischen Partei. In weiteren Rollen sind Lucas Hedges als der angehende Anwalt Robert Gottlieb, Dorian Missick und André Holland als die Mitglieder des Repräsentantenhauses Ron Dellums und Walter E. Fauntroy, Terrence Howard als Arthur Hardwick Jr., Mellanie Hubert als Margot und der im März 2023 verstorbene Lance Reddick in einer seiner letzten Rollen als Wesley McDonald „Mac“ Holder zu sehen. Reina King, Regina Kings Schwester, die gemeinsam mit ihr auch als eine der Produzentinnen in Erscheinung tritt, spielt im Film Shirley Chisholms Schwester Muriel St. Hill.
Die Dreharbeiten wurden am 10. Dezember 2021 begonnen und Anfang April 2022 beendet und fanden überwiegend in Cincinnati in Ohio statt. Als Kameramann fungierte Ramsey Nickell, mit dem Ridley bereits für Needle in a Timestack zusammenarbeitete.

### Filmmusik und Soundtrack-Album
Die Filmmusik komponierte die Singer-Songwriterin Tamar-kali, zu deren früheren Arbeiten Das Letzte, was er wollte, Palmer, After Sherman und die Dokumentarfilme John Lewis: Good Trouble und Little Richard: I Am Everything zählen. Auch für die titelgleiche Filmbiografie Shirley von Josephine Decker über die US-amerikanische Schriftstellerin Shirley Jackson war sie tätig. Ende Februar 2024 veröffentlichte Verve Records mit Why I’m Here den ersten Filmsong, performt von der Grammy-Gewinnerin und Jazz-Sängerin Samara Joy. Geschrieben wurde dieser von Tamar-kali gemeinsam mit dem US-amerikanischen Pop- und R&B-Musiker und Keyboarder von Maroon 5 PJ Morton. Mit A Hospital Visit folgte eine Woche später der zweite Song aus dem Film. Dieser ist auch auf dem Soundtrack-Album mit insgesamt elf Musikstücken enthalten, das am 15. März 2024 als Download veröffentlicht wurde.

### Marketing und Veröffentlichung
Der erste Trailer wurde im Februar 2024 vorgestellt. Am 15. März 2024 kam der Film in ausgewählte US-Kinos. Am 22. März 2024 wurde der Film in das Programm von Netflix aufgenommen.

## Rezeption

### Kritiken
Von den bei Rotten Tomatoes aufgeführten Kritiken sind 74 Prozent positiv. Vielfach wurde dabei zwar die starke Leistung von Regina King in der Titelrolle bemerkt, die Shirley Chisholms Persönlichkeit perfekt zur Geltung bringe, allerdings würde der Film deren ereignisreichem Leben nicht gerecht.
Devika Girish schreibt in der New York Times, es sei schade, dass sich Shirley eher eng auf Chisholms gescheiterten Präsidentschaftswahlkampf konzentriert und komplexe, bedeutsame Ereignisse aus ihrem Leben und ihrer Karriere auslässt.

### Auszeichnungen
Black Reel Awards 2025
- Nominierung für die Beste Hauptrolle (Regina King)
- Nominierung für die Besten Kostüme (Megan Coates)
- Nominierung für die Besten Haare und das beste Make-up (Nakoya Yancey und Debi Young)[18]

Make-Up Artists and Hair Stylists Guild Awards 2025
- Nominierung in der Kategorie Period and/or Character Hair Styling (Nakoya Yancey, Wayne Jolla Jr., Gayette Williams und Lisa Thomas)[19]

NAACP Image Awards 2025
- Nominierung als Beste Hauptdarstellerin (Regina King)
- Nominierung für das Beste Kostümdesign (Megan Coates)
- Nominierung für das Beste Make-Up (Debi Young)
- Nominierung für die Besten Frisuren (Nakoya Yancey)[20]

## Synchronisation
Die deutsche Synchronisation entstand nach einem Dialogbuch von Benjamin Peter und der Dialogregie von Zoë Beck im Auftrag der EVA Studios Germany GmbH in Berlin.
| Rolle                               | Darsteller            | Synchronsprecher         |
| ----------------------------------- | --------------------- | ------------------------ |
| Shirley Chisholm                    | Regina King           | Claudia Urbschat-Mingues |
| Arthur Hardwick Jr.                 | Terrence Howard       | Florian Halm             |
| Barbara Lee                         | Christina Jackson     | Zalina Sanchez Decke     |
| Conrad Chisholm                     | Michael Cherrie       | Thomas Schmuckert        |
| Diahann Caroll                      | Amirah Vann           | Mareile Moeller          |
| Gov. George Wallace                 | W. Earl Brown         | Bernhard Völger          |
| Huey Newton                         | Brad James            | Tobias Schmitz           |
| Kongressabgeordneter John McCormack | Ken Strunk            | Hanns-Jörg Krumpholz     |
| Muriel St. Hill                     | Reina King            | Dela Dabulamanzi         |
| Oly Clark                           | Gregory Mallios       | Armin Schlagwein         |
| Robert Gottlieb                     | Lucas Hedges          | Patrick Baehr            |
| Ron Dellums                         | Dorian Missick        | Robert Glatzeder         |
| Stanley Townsend                    | Brian Stokes Mitchell | K.Dieter Klebsch         |
| Walter Fauntroy                     | André Holland         | Tim Knauer               |